# Festival interceltique de Lorient 1979
La 9e édition du Festival interceltique de Lorient se déroule du 3 au 12 août 1979. Le festival abandonne le nom de « Festival interceltique des Cornemuses » au profit de son appellation définitive de « Festival Interceltique de Lorient » (FIL).
Il accueille des artistes venus d'Irlande, d'Ecosse, du pays de Galles, de Galice, de Cornouailles, de l'île de Man et de Bretagne.
Les principales têtes d'affiche de cette édition sont Brenda Wootton, et Glenmor. 

## Manifestations
Le festival compte chaque jour de nombreuses manifestations culturelles, mais aussi culinaires ou sportives, dans différents lieux de la ville. 

### Stade du Moustoir
- Finale du Championnat national des bagadoù au Parc du Moustoir, remportée par le Bagad d'Auray, dirigé par Roland Becker[4].
- « Grand gala interceltique », avec le palmarès du championnat et de nombreux bagadoù, pipe bands, chœurs, etc.
- « Festival des danses de Bretagne » (2 000 participants).
- Gala Bretagne-Ecosse-Ile de Man.
- Gala Irlande-Galice-Pays de Galles.
- Nuit interceltique du folk.
- Championnat interceltique des sports traditionnels.

### Palais des Congrès
- Récitals de  Glenmor et de Brenda Wootton.
- Grand concert de folk irlandais.
- Le chant traditionnel des nations celtes.
- Regard sur les danses de Bretagne.
- Grande Cotriade.
- Cabaret breton tous les soirs.
- Exposition « Costumes et coiffes de Bretagne ».

### Chapiteau des expositions
- Concert de harpes et musique médiévale et Renaissance, avec Marianig Larc'hanteg et la Kevrenn de Rennes.
- Concert « Les Cornemuses non celtiques d'Europe ».
- Journée des chanteurs traditionnels.
- Soirée des conteurs et poètes bretons.
- Pièce de théâtre Barzaz Breiz d'après Hersart de la Villemarqué.
- Journée du disque.
- Nombreux concerts.
- Exposition « Art et artisanat d'art des pays celtes » (plus de 50 peintres, graveurs, sculpteurs, etc. et une trentaine d'artisans d'art créateurs).

### Places et rues de la ville
- Baleadenn Veur, « Grande parade des nations celtes et des pays de Bretagne », un défilé folklorique de bagadoù, cercles celtiques et autres délégations venues d'Ecosse, d'Irlande, de Galice, du pays de Galles, de Cornouailles et de l'Île de Man (3 000 participants).
- Le « Triomphe des sonneurs et des danseurs », avec tous les bagadoù, pipe bands et danseurs du festival.
- Grande parade sportive des nations celtes.
- « Fest Noz Vraz » place de l'Hôtel de ville.
- Défilés et concerts tous les jours, place d'Alsace-Lorraine, place Jules Ferry, place Aristide Briand ou dans les quartiers du Bois du Château et de Kervenanec.

### Église Saint-Louis
- Kanadenn Penn Ar Bed (La Cantate du bout du monde), concert de musique symphonique bretonne par l'orchestre et les chœurs du Festival Interceltique. Musique de Jef Le Penven sur un poème de Pierre-Jakez Hélias.
- Une messe solennelle en breton, avec la chorale Bare Kanerion an Oriant.
- Concert de chorales galloise et galicienne.

### Autres lieux
- Longue nuit du port de pêche, avenue de la Perrière.
- Course cycliste Tro ar Mor Bihan (Tour du Morbihan).
- Épreuve nautique « Transrad » en double.
- Tournois de tennis, de golf et de fléchettes.
- Université populaire bretonne d'été (UPBE), comprenant des cours de breton, archéologie et histoire ou sur le thème de la mer.
- Série de conférences sur « La Préhistoire en Nord-Finistère », « Les Mégalithes, de Carnac à Locmariaquer », « L'Age du bronze en Morbihan », « Le Morbihan intérieur de la préhistoire à l'époque médiévale », « Les châteaux et villages anciens de la région de Vannes ».
- Grand concours de photographies.
- Grand concours du « Poisson du Festival » dans les restaurants.